# 斯科舍 (阿肯色州)
斯科舍（英語：Scotia）是位於美國阿肯色州波普縣的一個非建制地區。該地的面積和人口皆未知。

## 地理
斯科舍的座標為35°19′52″N 93°17′33″W / 35.33111°N 93.29250°W，而該地的平均海拔高度為115米（即377英尺）。